# Divinitate solară

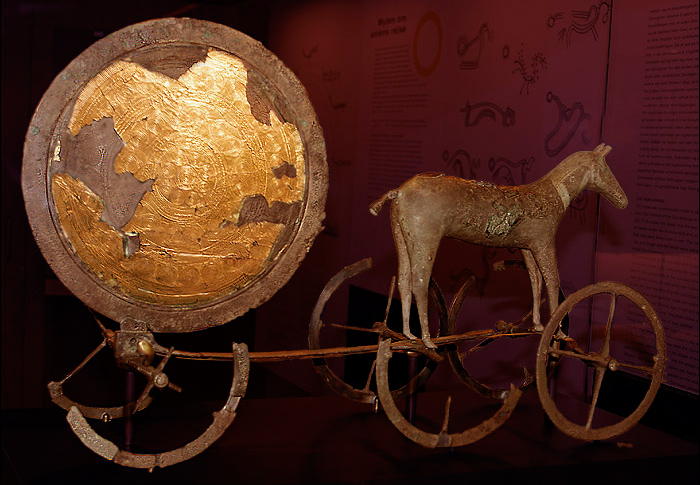
Trăsura soarelui din Trundolm trasă de un cal este apreciată ca fiind o sculptură ce ilustrează o parte importantă din mitologia nordicilor în Epoca Bronzului.

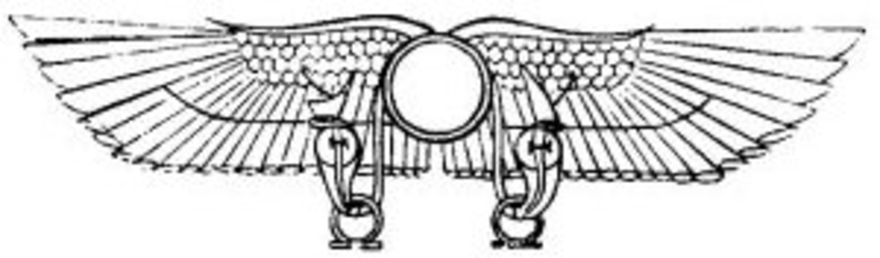
Soarele înaripat este un simbol antic din mileniul al III-lea î.Hr. al zeului Horus, mai târziu identificat cu Ra.

O divinitate solară este un zeu sau o zeiță care reprezintă soarele, sau un aspect al acestuia. Oamenii au venerat soarele și divinitățile solare din cele mai vechi timpuri ale istoriei cunoscute; venerarea soarelui este cunoscută și sub numele de helioatrie. De aici, multe credințe și legende s-au format în jurul acestei venerări, cea mai interesantă variantă de mituri fiind cea a "lipsei soarelui", motiv răspândit în întreaga lume. Chiar dacă multe surse susțin că divinitățile solare sunt în general masculine și frate, tată, soț și/sau inamic cu divinitatea lunară (de obicei feminină), această regulă nu este valabilă pentru toate mitologiile, zeițe ale soarelui întâlnindu-se pe toate continentele lumii. Unii mitologi, cum ar fi Brian Branston, dimpotrivă, spun că zeițele solare sunt mai răspândite ca zeii solari. Ei mai susțin că tendința asocierii zeității solare cu masculinul se datorează mai ales mitologiilor mai bine cunoscute, ca cea greacă și cea egipteană, care nu respectă regula "soarelui feminin". Dualismul soare/masculin/lumină și lună/feminin/întuneric este găsit în multe (dar nu toate) tradițiile europene care derivă din filosofiile orfice și gnostice, o excepție notabilă fiind în mitologia nordică, unde Soarele este feminin, iar Luna este masculină.
Venerarea soarelui este o posibilă origine a henoteismului și în cele din urmă a monoteismului. În a optsprezecea dinastie a Egiptului Antic, religia eretică a lui Akhenaten, atenismul, folosea vechea zeitate solară Aten ca un simbol a unui zeu unic. Conceptul neolitic în legătură cu barca solară, soarele traversând cerul într-o barcă, se găsește în Egiptul Antic, la zeii Ra și Horus. În mitologia nordică, zeitatea este Sol (Sunna), în cea vedică Surya, iar în cea greacă Helios sau, uneori, Apollo. Zeul mesopotamic, Shamash joacă un rol important în timpul Epocii Bronzului și "soarele meu" devine în final un mod de adresare față de roialitate. Într-un mod similar, culturile sud-americane au un dezvoltat cult al soarelui (vezi Inti). De asemenea, un rol important în istoria Imperiului Roman l-a avut Sol Invictus.

## Lipsa soarelui

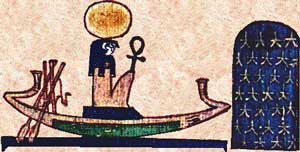
Ra în barca sa solară.

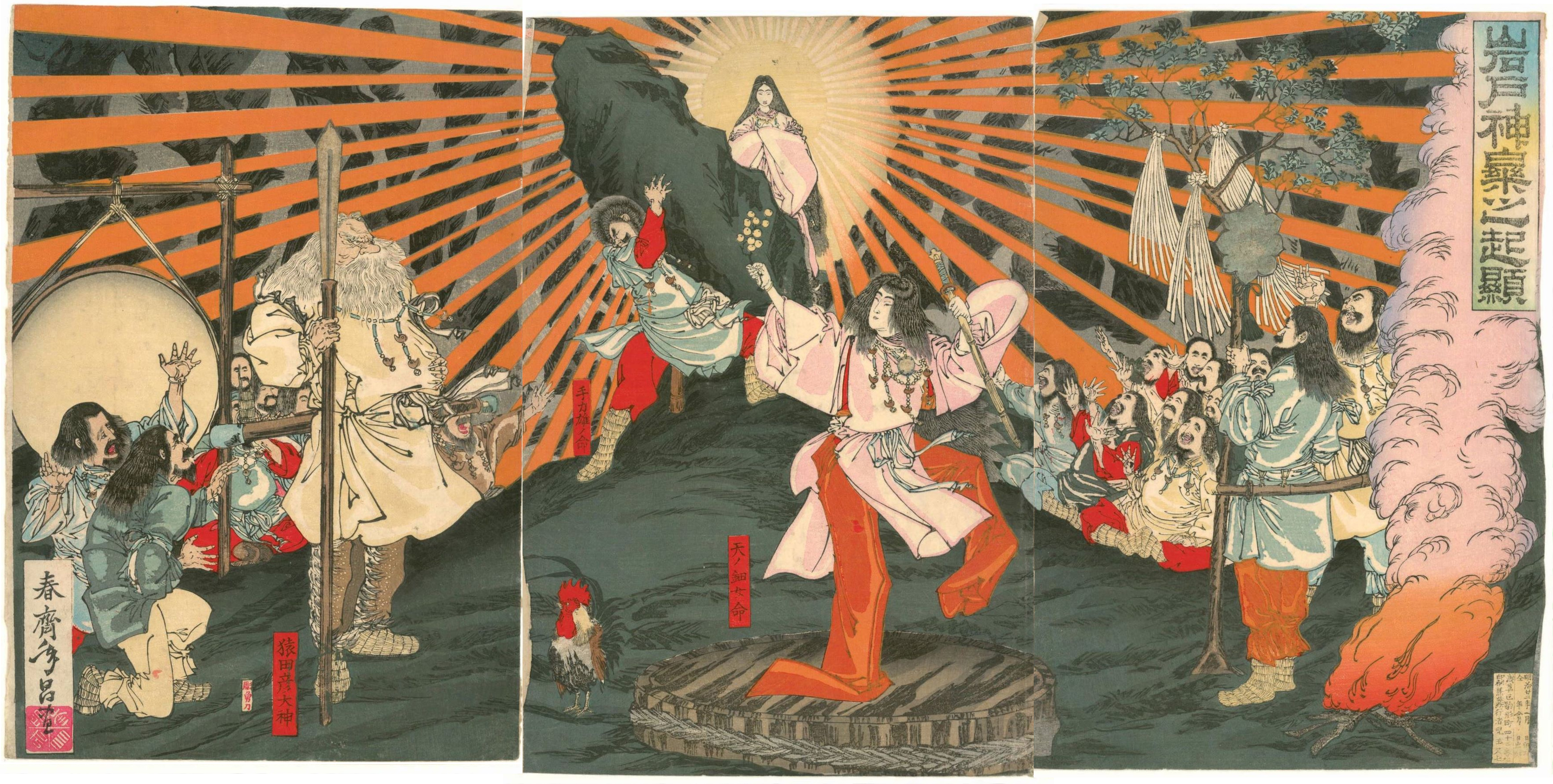
Amaterasu iese în sfârșit din peșteră.

Motivul lipsei soarelui este o temă din mitologia diferitelor popoare. Acest motiv a fost folosit pentru a explica diverse fenomene naturale cum ar fi dispariția soarelui în timpul nopții (versiunea egipteană a motivului este un exemplu), scurtarea zilelor iarna (mitologia japoneză constituie un exemplu), sau chiar eclipsele solare. Multe astfel de mituri explică dispariția divinității solare datorită captivității, exilului sau a morții.
Mai există și alte mituri similare, cum ar fi legenda sumeriană a zeiței Inanna, care nu se încadrează însă în acest motiv, pentru că nu vizează o diviniate soalră.

### Exemple
- În mitologia egipteană, Ra trece prin Duat (lumea de dincolo) în fiecare noapte, într-o barcă. Apophis trebuie să fie învins în fiecare noapte pentru ca Ra și barca lui solară să apară în est în fiecare dimineață.
- În mitologia japoneză, zeița soarelui Amaterasu este supărată de comportamentul violent al fratelui ei, Susanoo și se ascunde într-o peșteră învăluind lumea în întuneric pentru o perioadă.
- În mitologia nordică, zeii Odin și Tyr, două personificări ale cerului, sunt devorați în ziua de Ragnarok de lupi (Fenrir și, respectiv, Garm). Sunna, zeița nordică a soarelui este de asemenea răpusă de lupul Skoll.

Incepand cu veacul al III-lea d.Hr., cand vechii egipteni au adoptat alfabetul grecesc - chiar daca-l utilizau pentru a-si scrie propria limba, vechea lor scriere hieroglifica a fost data treptat uitarii. Fireste, trebuie sa admitem ca circulatia si cunoasterea acestei scrieri a supravietuit in cercurile restranse ale preotilor atata vreme cat cultul religios insusi a continuat sa fie practicat, dar totusi, din momentul în care imparatul Iustinian I avea sa distruga partial ultimul bastion al vechii religii egiptene, respectiv templul din Insula Philae, ducand la incetarea oricarei forme de cult, nimeni n-a mai continuat sa se ingrijeasca de pastrarea vechii scrieri hieroglifice. De aceea, aveau sa treaca 1300 de ani pana ce s-a putut ajunge din nou sa se descifreze si citeasca documentele bogate privind cultura si religia acestui mare popor, constand in multe inscriptii prezente pe peretii templelor si in morminte, ca si in nenumaratele texte inscrise pe vase de lut si papirusuri.

## Mitologia chineză
Spre deosebire de alte mitologii, cea chineză nu personifică și nu venerează soarele sau luna. Cel mai probabil motiv pentru acest lucru este influența pe care au exercitat-o daoismul și cartea Yijing asupra culturii chineze, pentru că luna reprezintă Yin, iar soarele Yang, deci sunt cele două elemente de bază ale naturii și nu divinități (vezi Yin și Yang).
În mitologia chineză la început existau zece sori care traversau pe rând cerul. Odată însă, din cauza unei greșeli au trecut toți zece pe cer provocând o secetă foarte mare. Un erou numit Hou Yi a ucis nouă din cei zece sori cu ajutorul arcului și a săgeților.